# خانه عبدالعظیم عظیمی
خانه عبدالعظیم عظیمی مربوط به اوایل دوره قاجار است و در شهرستان درمیان، روستای نوزاد واقع شده و این اثر در تاریخ ۱۰ خرداد ۱۳۸۲ با شمارهٔ ثبت ۸۹۳۵ به‌عنوان یکی از آثار ملی ایران به ثبت رسیده است.